# Suranaree Black Cat FC
Der Suranaree Black Cat Football Club (thailändisch สโมสรฟุตบอล สุรนารี แบล็คแคท), auch bekannt als Suranaree Army 2 Football Club (thailändisch สโมสรฟุตบอลสุรนารี อาร์มี่ 2), ist ein thailändischer Fußballverein aus dem Landkreis Nakhon Ratchasima. Der Verein spielt in der North/Eastern Region der dritten Liga.

## Geschichte
Der Verein wurde 2018 als Suranaree Army 2 Football Club gegründet.2018, 2019 und 2022 spielte der Verein in der Thailand Amateur League. Die beste Platzierung war ein zweiter Platz 2019. 2013 wurde der Verein in Suranaree Black Cat FC umbenannt. 2023 trat man in der neugegründeten Thailand Semi-Pro League an. Am Ende der Spielzeit wurde man in der North/Eastern Region Meister und stieg somit in die dritte Liga auf. Hier spielt man ebenfalls in der North/Eastern Region.

## Erfolge
- Thailand Semi-Pro League: 2023 (North/East)  ▲

## Stadion
Der Verein trägt seine Heimspiele im Suranaree Base Central Stadium in Nakhon Ratchasima aus. Das Stadion hat ein Fassungsvermögen von 3000 Personen.

## Aktueller Kader
Stand: 1. Februar 2025
| Nr. |           | Position | Name                      |
| --- | --------- | -------- | ------------------------- |
| 3   | Korea Sud | AB       | Lee Geon-woo              |
| 4   | Thailand  | MF       | Bunyarit Srinam           |
| 5   | Thailand  | MF       | Phanuphong Sujjaviranon   |
| 6   | Thailand  | AB       | Watcharapong Nuangprakaew |
| 7   | Thailand  | ST       | Kittisak Roekyamdee       |
| 8   | Thailand  | MF       | Wichaya A-Reeram          |
| 10  | Thailand  | ST       | Siwananon Manausa         |
| 11  | Korea Sud | MF       | Ahn Eun-gwan              |
| 15  | Thailand  | MF       | Nantaphop Anuphun         |
| 16  | Thailand  | AB       | Supawat Srithong          |
| 17  | Thailand  | ST       | Tanatee Simee             |
| 18  | Thailand  | TW       | Thatthana Burinram        |
| 19  | Thailand  | ST       | Supawat Homjum            |
| 20  | Thailand  | MF       | Romran Rodwinitch         |
| 21  | Thailand  | AB       | Siriwat Sakkhwa           |
| 23  | Thailand  | TW       | Sorawich Ponuansri        |
| 28  | Thailand  | AB       | Kongphop Wichian          |

| Nr. |          | Position | Name                    |
| --- | -------- | -------- | ----------------------- |
| 29  | Thailand | AB       | Chinnawat Praingkrathok |
| 30  | Thailand | AB       | Phutawan Apilap         |
| 31  | Thailand | TW       | Ashiravit Nutsuntia     |
| 32  | Thailand | MF       | Napat Chompho           |
| 33  | Thailand | AB       | Suphakon Sinnok         |
| 44  | Thailand | MF       | Nattawat Songsroem      |
| 47  | Thailand | AB       | Thanapat Warong         |
| 49  | Thailand | TW       | Kanisorn Phaphinyo      |
| 54  | Thailand | ST       | Apiwit Tangtrakulsap    |
| 55  | Thailand | MF       | Poramet Kunlabut        |
| 66  | Thailand | TW       | Chanasorn Kaewyos       |
| 77  | Thailand | MF       | Phuphat Pakare          |
| 79  | Thailand | MF       | Phankawi Sroisri        |
| 89  | Thailand | AB       | Thammakai Jaidee        |
| 98  | Thailand | AB       | Naruebodin Aubonban     |
| 99  | Thailand | ST       | Surathin Naowasuk       |

## Saisonplatzierung
| Saison  | Liga                                  | Liga            | Liga            | Liga            | Liga            | Liga            | Liga            | Liga            | Liga            | Pokal  | Pokal                  | Pokal                  |
| Saison  | Liga                                  | Level           | Spiele          | S               | U               | N               | Tore            | Punkte          | Position        | FA Cup | League Cup             | T3 Cup                 |
| ------- | ------------------------------------- | --------------- | --------------- | --------------- | --------------- | --------------- | --------------- | --------------- | --------------- | ------ | ---------------------- | ---------------------- |
| 2018    | Thailand Amateur League – North/East  | 5               | 2               | 1               | 1               | 0               | 4:3             |                 |                 | –      | –                      |                        |
| 2019    | Thailand Amateur League – North/East  | 5               | 6               | 4               | 1               | 1               | 18:4            |                 | 2.              | –      | –                      |                        |
| 2020    | Keine Teilnahme                       | Keine Teilnahme | Keine Teilnahme | Keine Teilnahme | Keine Teilnahme | Keine Teilnahme | Keine Teilnahme | Keine Teilnahme | Keine Teilnahme | –      | –                      |                        |
| 2021    | Keine Teilnahme                       | Keine Teilnahme | Keine Teilnahme | Keine Teilnahme | Keine Teilnahme | Keine Teilnahme | Keine Teilnahme | Keine Teilnahme | Keine Teilnahme | –      | –                      |                        |
| 2022    | Thailand Amateur League – North/East  | 4               | 3               | 2               | 1               | 0               | 12:0            |                 |                 | –      | –                      |                        |
| 2023    | Thailand Semi-Pro League – North/East | 4               | 9               | 6               | 2               | 1               | 13:5            | 20              | 1. ▲            | –      | –                      |                        |
| 2023/24 | Thai League 3 – North/East            | 3               | 24              | 7               | 3               | 14              | 33:41           | 24              | 10.             | –      | 2. Qualifikationsrunde | 2. Qualifikationsrunde |
| 2024/25 | Thai League 3 – North/East            | 3               | 20              | 5               | 4               | 11              | 17:32           | 19              | 8.              | –      | –                      | Gruppenphase           |